# Bílá Hora (Plzeň)
Bílá Hora je plzeňská čtvrť v městském obvodu Plzeň 1, části Bolevec. Nachází se u stejnojmenného vrcholku s nadmořskou výškou 347 metrů. Název čtvrti je odvozen od světlé barvy pískovce, tvořícího tento vrch. Čtvrť je sevřená mezi meandry řeky Berounky na jihu a východě a Boleveckou rybniční soustavou na západě.

## Historie
K nejstarším dokladům lidské přítomnosti na území Bílé Hory patří 20 plochých žárových hrobů z pozdní doby halštatské, které prozkoumal Václav Čtrnáct v roce 1932 při záchranném archeologickém výzkumu na zahradě domu čp. 865/1 v ulici Nad Štolou. Nádoby, v nichž byl uložen popel zemřelých, byly usazeny v mělkých jamkách a obvykle ještě překryté miskou nebo šálkem. V blízkosti jednoho z hrobů byly nalezeny i dva jednoduché bronzové náramky. V témže roce byly pozůstatky pozdně halštatského žárového pohřebiště zachyceny rovněž u viaduktu v ulici U Velkého rybníka.
Vlastní čtvrť Bílá Hora však vznikla až v druhé polovině 19. století jako osada obce Bolevec. První písemná zmínka pochází z let 1880–1890. Počáteční rozvoj byl spojen s těžbou černého uhlí, jehož vrstvy probíhají z Bílé Hory směrem na Třemošnou a dál až k jižním svahům Krkavce. V okolí dnešní Bílé Hory bylo v 19. století otevřeno několik uhelných dolů s hloubkou 35–40 metrů, přičemž v některých z nich se těžilo až do dvacátých let 20. století. Doly nesly názvy především podle jejich majitelů a rodinných příslušníků – Jiří, Marie, Johana, Antonín, Hýra, Jindřiška, Františka, Jan Nepomuk, Josef, Václav. Výjimku tvořil důl Prior, patřící stejnojmennému pivovaru. Doly však z důvodu nerentability brzy začaly postupně ukončovat těžbu. Jako první byl v roce 1873 uzavřen důl podnikatele Hýry, roku 1880 činnost ukončily i doly Josef a Antonín. Roku 1921 byl opuštěn důl Prior. Nejdéle zůstával v provozu důl Marie, který ukončil těžbu v roce 1926. Opuštěné štoly pak sloužily během druhé světové války jako úkryty před nálety.
I přes postupné ukončování důlní činnosti došlo v první polovině 20. století k největšímu růstu osady – Bílá Hora se postupně rozvinula do městské části s převážně obytnou funkcí. Zatímco v roce 1924 je na Bílé Hoře uváděno jen 21 domů, v roce 1940 už to bylo 202 domů a v roce 1991 celkem 246 domů s 940 obyvateli. Do současnosti jsou na Bílé Hoře zachovány rodinné domy z dvacátých až čtyřicátých let 20. století. Jedná se zejména o funkcionalistickou vilu č. 20 v ulici Nad Priorem, dále stojí za pozornost domy č. 7, 12 a 19 v téže ulici, dvojdům v ulici K Pecihrádku, domy č. 21 a 22 v ulici Nad Beranovkou, vily č. 37 a 39 při ulici 28. října a bytový dům č. 13 v Nárožní ulici.
Dne 1. srpna 1895 byla pro veřejnost otevřena železniční zastávka Bílá Hora na trati Plzeň – Žatec.
V roce 1960 byla osada Bílá Hora správně přidělena k městské části Roudná, roku 1964 se pak stala součástí městského obvodu Plzeň 1.

### Kulturní a společenský život
Z roku 1923 pochází první zpráva o amatérském Divadelním spolku na Bílé Hoře, který v různých obměnách působí dodnes. V roce 1938 byla na Bílé Hoře zřízena knihovna, původně jako pobočka Veřejné obecní knihovny v Bolevci. V současnosti je pobočkou Knihovny města Plzně.
V roce 1919 byla založena Dělnická tělocvičná jednota na Bílé Hoře. Roku 1937 místní Tělovýchovná jednota Sokol zbudovala novou sokolovnu, která nahradila dosud nevyhovující sportoviště.

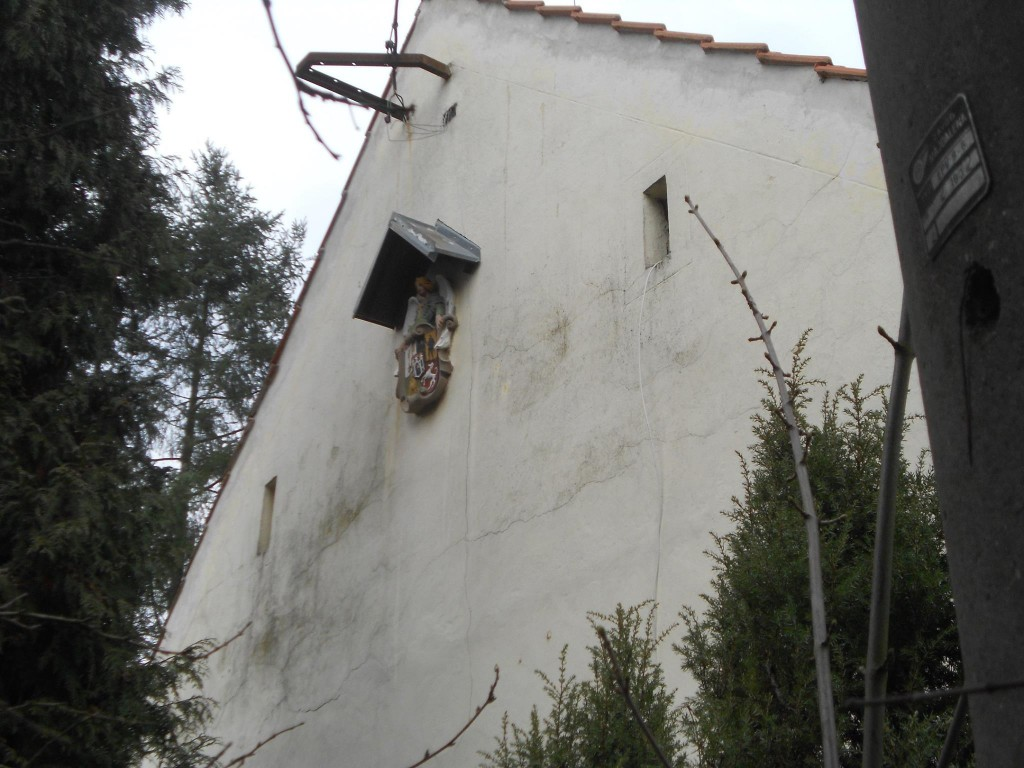
Znak města Plzně na štítu hájovny

## Památky a zajímavosti
- Hájovna – byla zbudována v roce 1854 jako hájovna městských lesů a patří mezi nejstarší stavby na Bílé Hoře. Jedná se o jedinou stavbu v Plzni, na jejímž štítu zůstal zachován plastický znak města Plzně, který kdysi označoval veškeré budovy v městské správě.[9] Velký znak, vyvedený včetně anděla štítonoše, chrání před povětrnostními vlivy malá stříška. Objekt je stále v majetku města Plzně. V roce 1996 byl rekonstruován jako sídlo správy městských lesů (polesí Bílá Hora).[16]
- Kaplička – zděná kaplička s reliéfem Ježíšova srdce pochází z roku 1872. Patrně byla vystavěna jako památka na vojáky, padlé v prusko-francouzské válce v letech 1870–1871.[17]
- Pamětní deska na zdi sokolovny – žulová pamětní deska na zadní straně sokolovny připomíná Jaroslava Koukolíka, člena bělohorského Sokola a policejního úředníka, který byl zapojen do odbojové organizace ÚVOD. Pro odbojáře zajišťoval potravinové lístky, osobám stíháným gestapem vydával na nepravá jména občanské průkazy a několik lidí u sebe dokonce ukrýval. Za tuto činnost byl dne 25. června 1943 popraven.[18][19]
- V moruších – poloha západně od bělohorské sokolovny, kde byly v padesátých letech 20. století vysázeny moruše v rámci snahy o pěstování hedvábí v tehdejším Československu. Některé stromy se na místě dochovaly dodnes.
- Pecihrádek – středověké tvrziště nad Berounkou, proti kostelu sv. Jiří na Doubravce. Jeho pozůstatky jsou chráněny jako kulturní památka ČR.[20]
- U Soušků – zaniklý objekt Lidového stavebního a bytového družstva s obchodem, pěti malými byty a s hostincem Na zastávce byl postaven v roce 1927 podle projektu architekta Hanuše Zápala a stavitele K. Ulče u železniční zastávky Bílá Hora. Stavbu prováděla plzeňská firma Mandaus, Doubek, Pechman a spol., Společnost stavitelů v Plzni. Hostinec s letní zahradou, tanečním parketem a kuželnou se stal oblíbeným výletním cílem. Lidový název místa je odvozen od jména číšníka a nájemce Josefa Souška, který zde pracoval a bydlel od roku 1935 až do své smrti v roce 1982.[8] Na protější straně silnice stával mýtní domek, kde se za vozy jedoucí do města vybíralo tzv. dlažebné.[6] Zchátralá budova hostince byla odstraněna v roce 1997.
- Beranovka – hospodářský dvůr s truhlářskou dílnou na výrobu parket, žaluzií a rolet si nechal v sedmdesátých letech 19. století na úbočí Bílé Hory postavit J. Beran. Podle něj se začalo dvoru i jeho okolí říkat Beranovka.[4] Dvůr pak v roce 1893 koupilo družstvo, zakládající společenský pivovar Prior.
- Pivovar Prior – byl založen roku 1893 pod názvem Plzeňský společenský pivovar. Výstavba pivovarských budov probíhala v letech 1894–1896 podle plánů významného plzeňského stavitele Rudolfa Štecha na místě bývalé usedlosti Beranovka. V září roku 1896 byla slavnostně vystavena první várka piva. Podnik zaměstnával většinu obyvatel Bílé Hory. V důsledku nepříznivé hospodářské situace po 1. světové válce však byla výroba piva roku 1925 zastavena a veškeré objekty s výjimkou sladovny rozprodány. Sladovnu převzal a provozoval Měšťanský pivovar až do roku 1993. V roce 1926 se do zrušeného pivovaru přestěhovala výroba železničních zabezpečovacích zařízení, která vznikla rozšířením strojnické dílny, založené v roce 1908 Františkem Zemanem. Pracovalo zde až 200 pracovníků. Po druhé světové válce byla továrna začleněna do podniku Elektrosignál Praha, v roce 1950 byla výroba zlikvidována a prostory byly používány pro sklady hutních výrobků Ferona.[21]

### Zajímavosti v okolí
- Bolevecké rybníky – významná plzeňská rekreační oblast. Z celé rybniční soustavy je k Bílé Hoře nejbližší Velký bolevecký rybník.
- Rybárna – budova na hrázi Velkého rybníka, postavená kolem roku 1750 jako příbytek městského myslivce. Od roku 1997 je dům sídlem Správy veřejného statku města Plzně.[4]
- Duby u Velkého rybníka – památné stromy na hrázi Velkého rybníka. Tři z nich dosahují stáří asi 400 let a od roku 1987 jsou chráněné jako přírodní památka.[4] Největší z nich je s obvodem kmene 705 cm nejmohutnějším a pravděpodobně i nejstarším stromem na území města Plzně.[21]
- Naučná stezka Po stopách Františka Malocha začíná na konečné stanici autobusové linky MHD č. 20 Bílá Hora.[21] Vede po žluté turistické značce, která je nejstarší značenou cestou v okolí Plzně – pro turisty byla upravena již v roce 1893. Šlo o jednu z prvních aktivit plzeňského odboru Klubu českých turistů po jeho vzniku.[22] Naučná stezka prochází přírodním parkem Horní Berounka a končí po zhruba 9 km na zřícenině hradu Věžka nad obcí Druztová. První z 11 tabulí naučné stezky je věnována Bílé Hoře a bezprostřednímu okolí.
- Roudná – poloha nad levým břehem Berounky při ulici A. Loose, kde se nacházela zaniklá středověká tvrz Roudná a stejnojmenná ves. První zmínka o vsi je datovaná k roku 1321, kdy je uváděn Vojslav z Roudné. V roce 1495 ves koupilo od faráře Martina Mertlíka město Plzeň, od roku 1543 už byla osada pustá. Předpokládá se, že její jméno je odvozeno od kutání rudy. Název Roudná se později přenesl na část Saského předměstí.[11]

## Fotogalerie

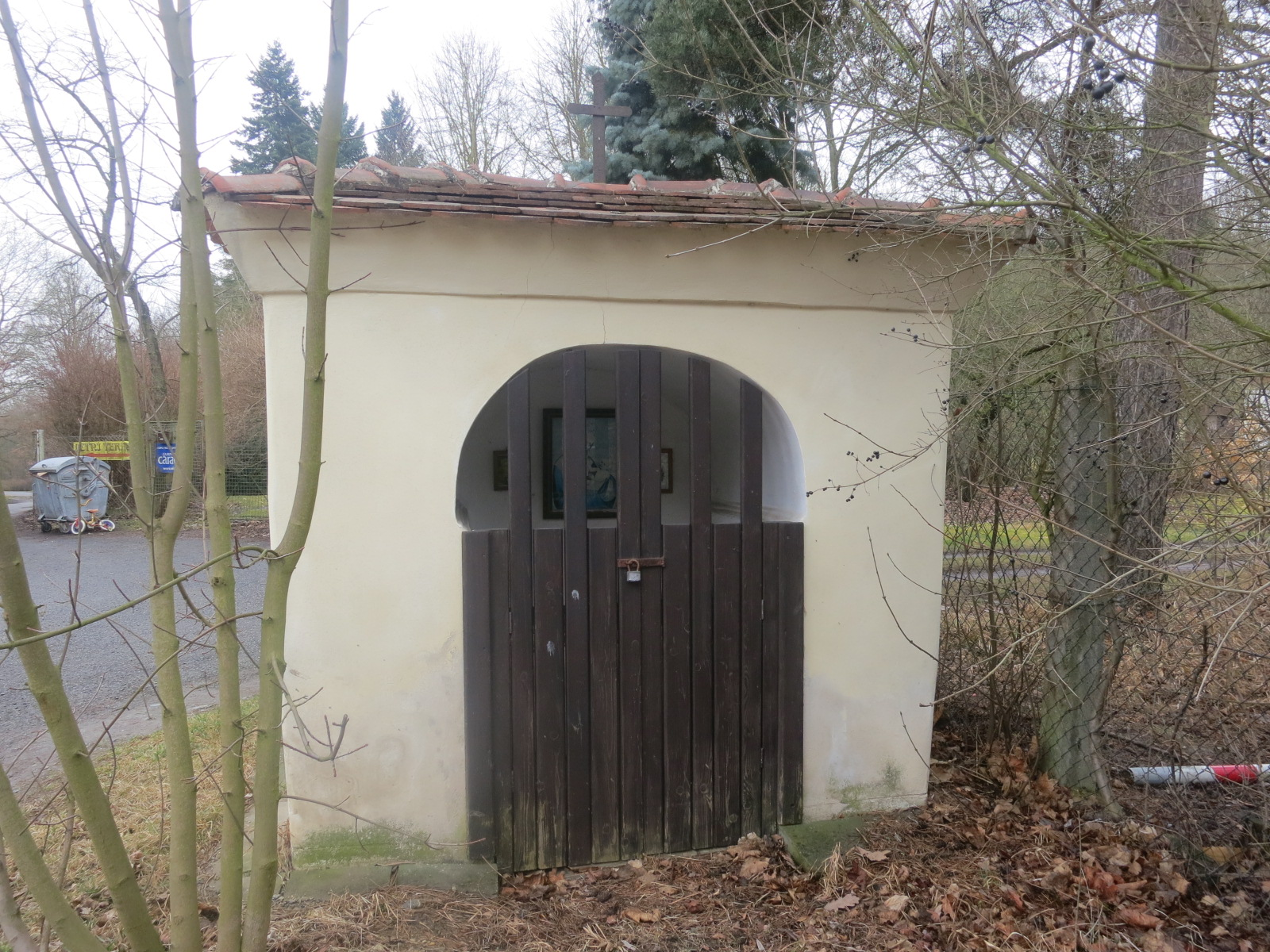
Kaplička
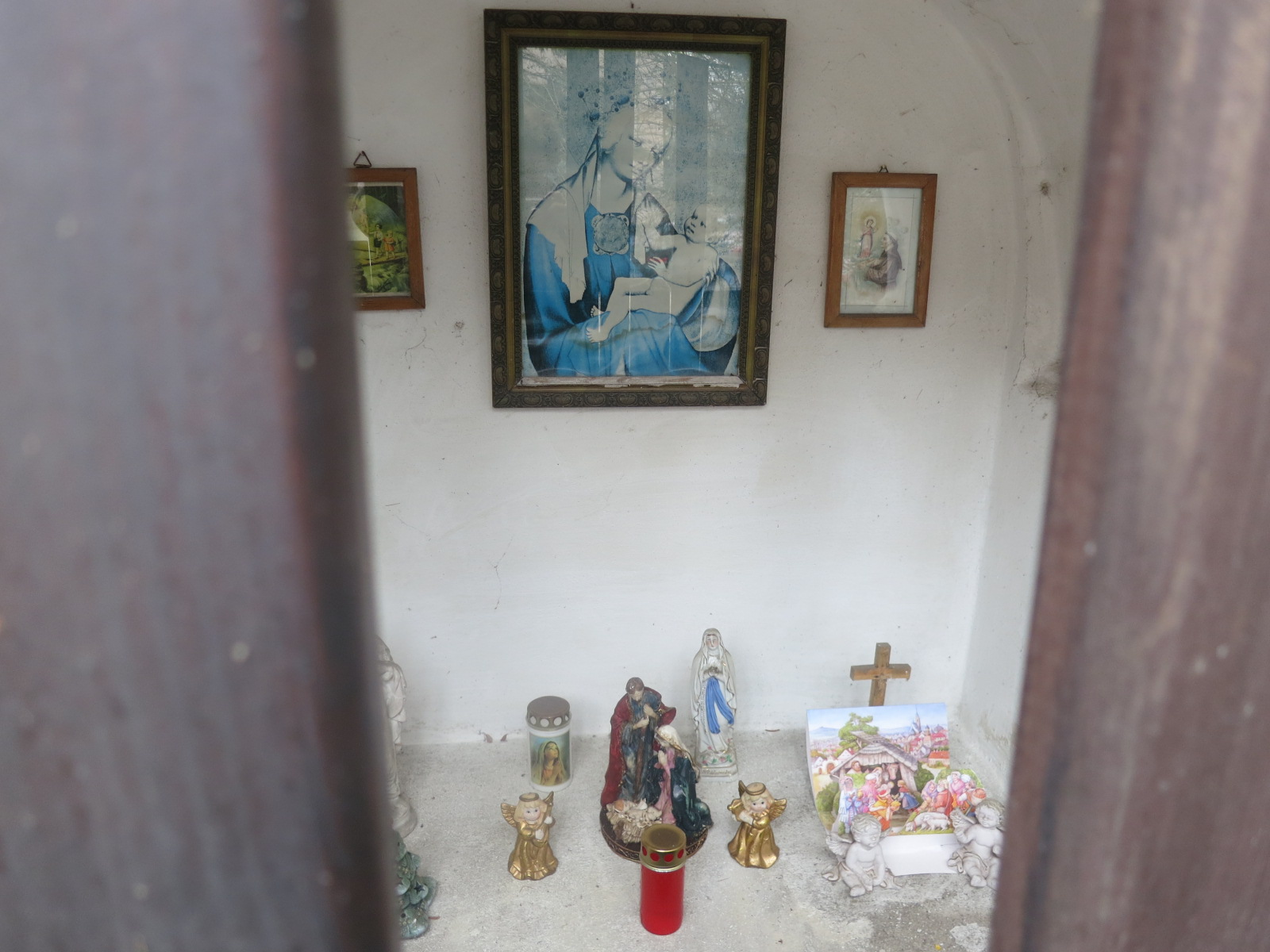
Pohled do kapličky
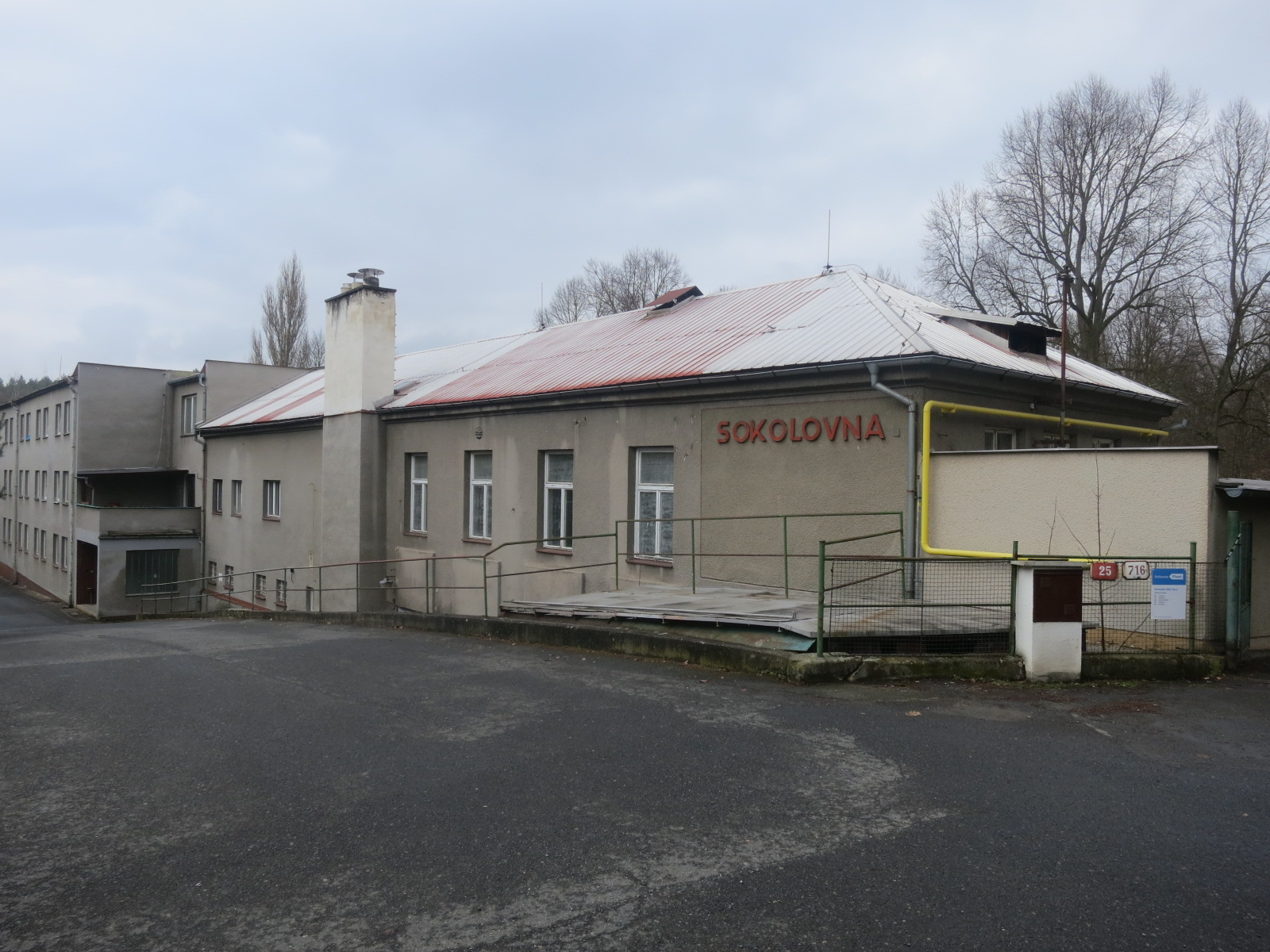
Sokolovna
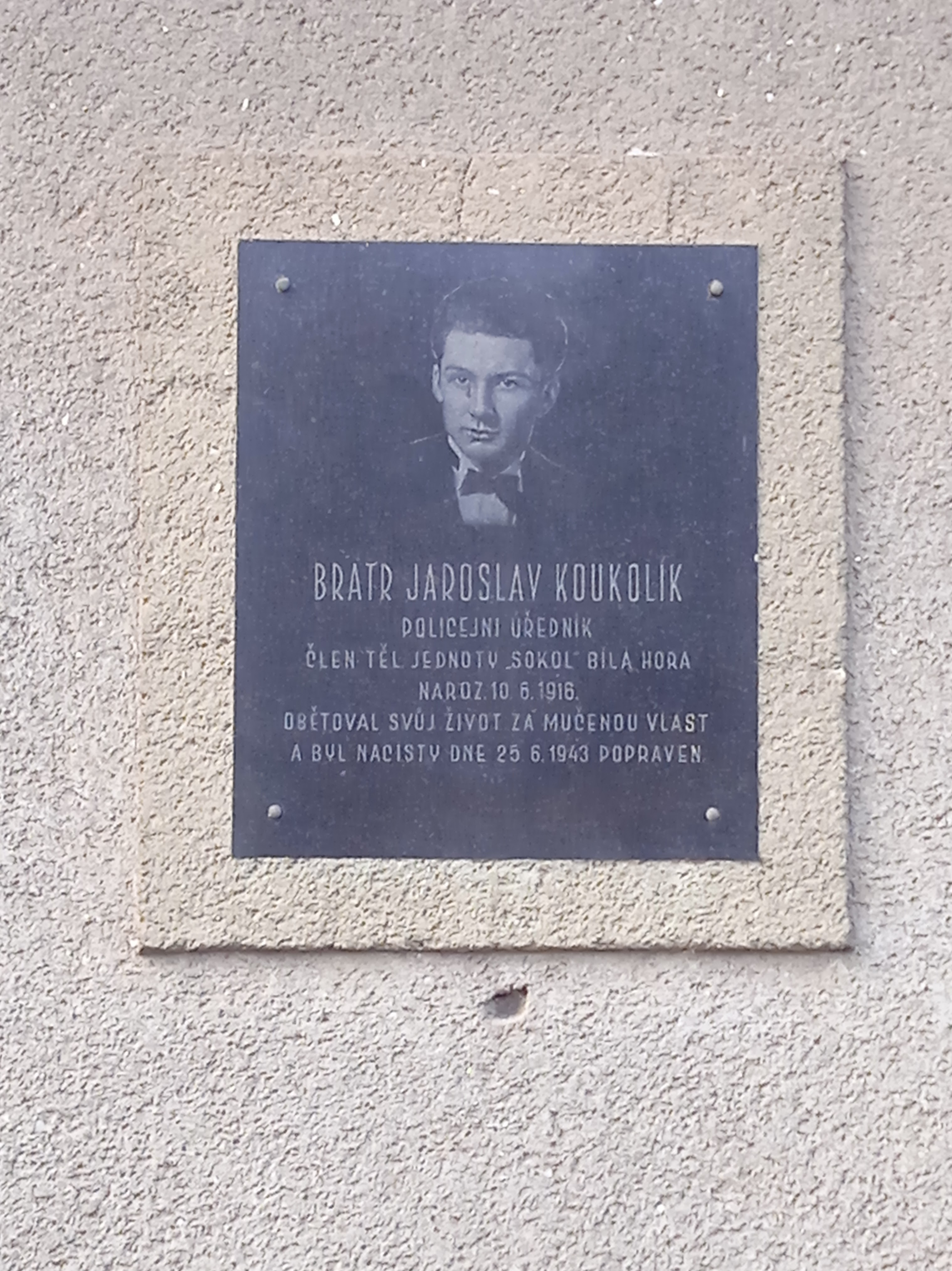
Pamětní deska na zdi sokolovny
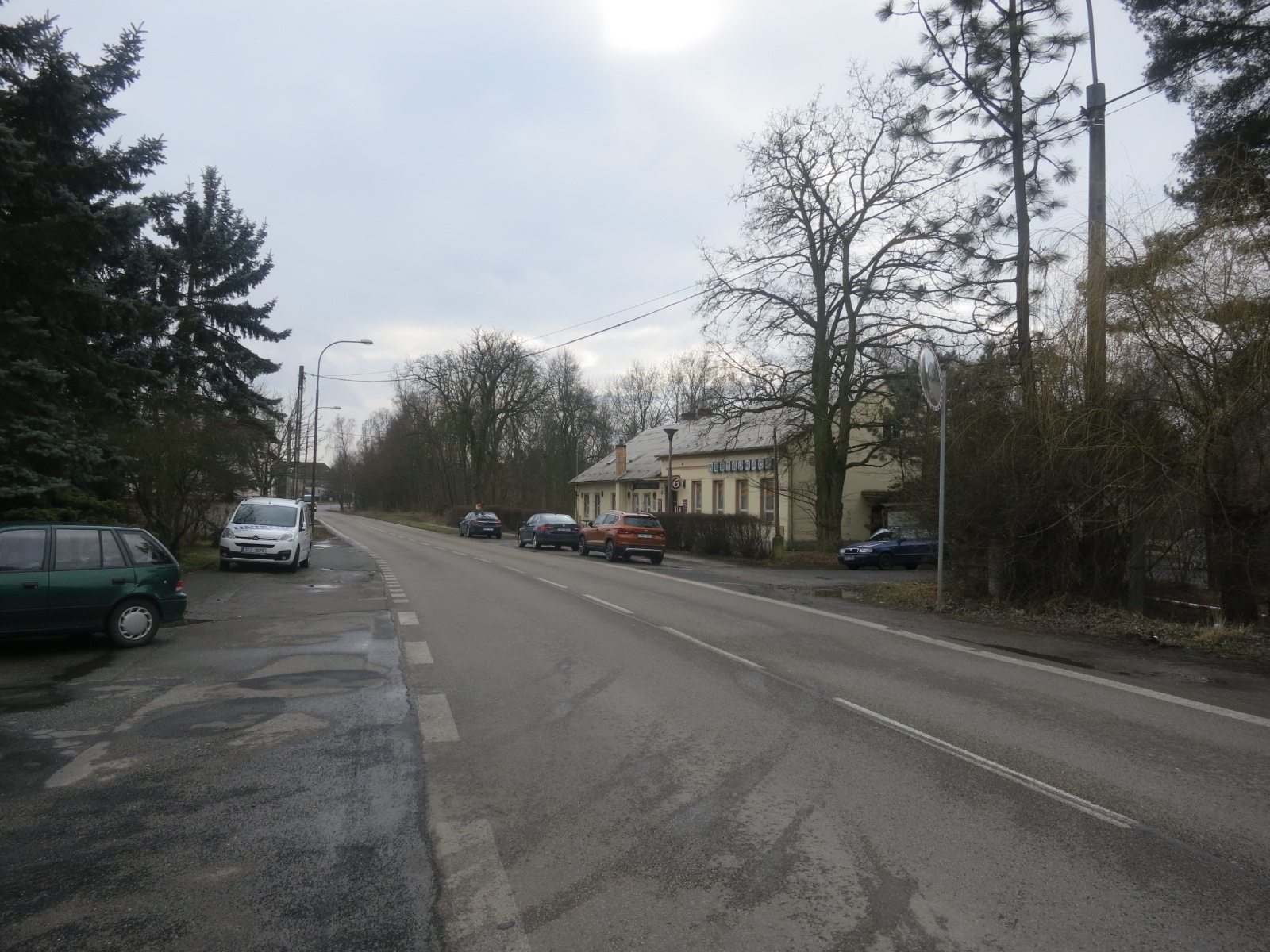
Restaurace V háji
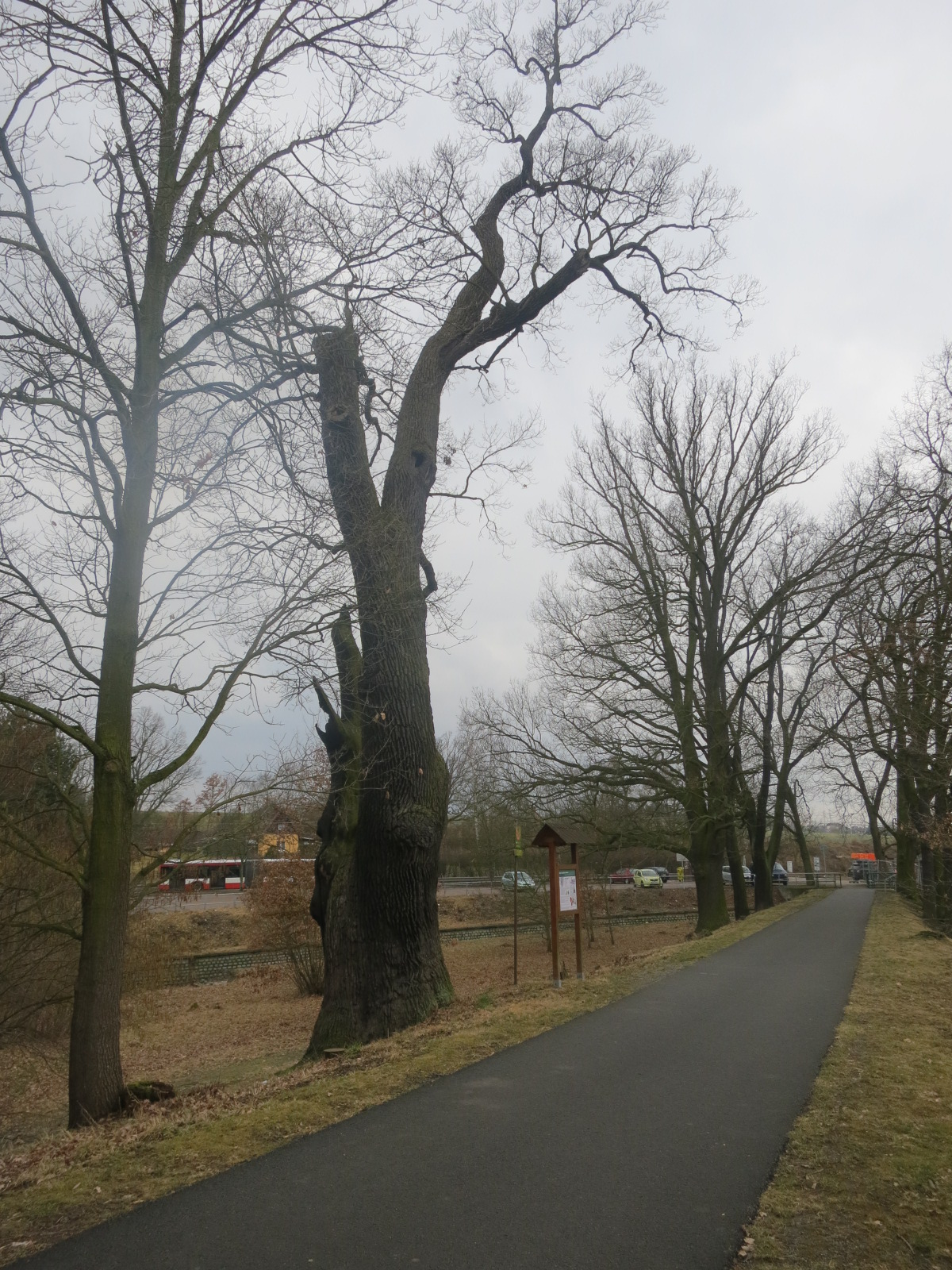
Památný dub
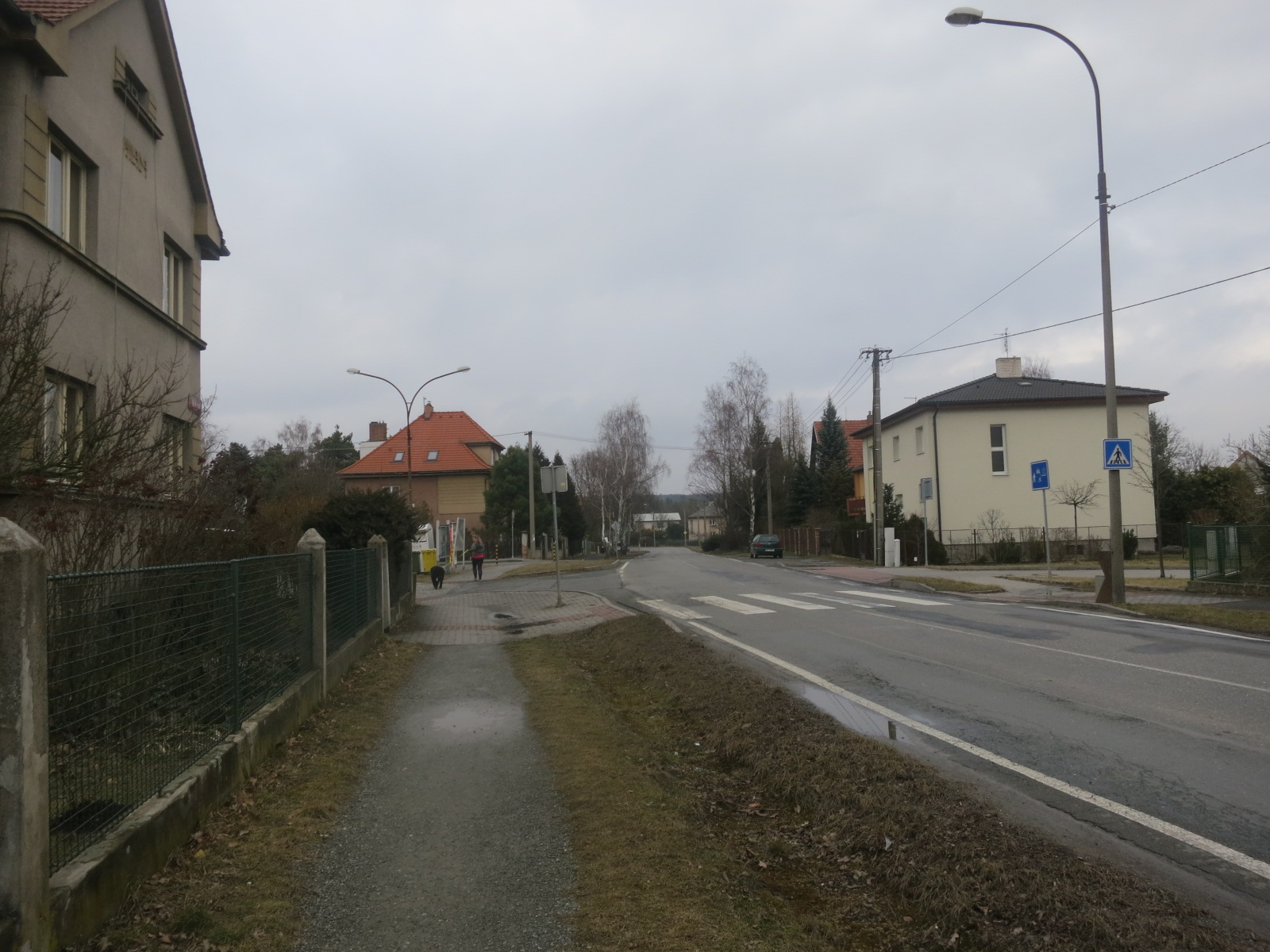
Pohled na konečnou stanici autobusu MHD
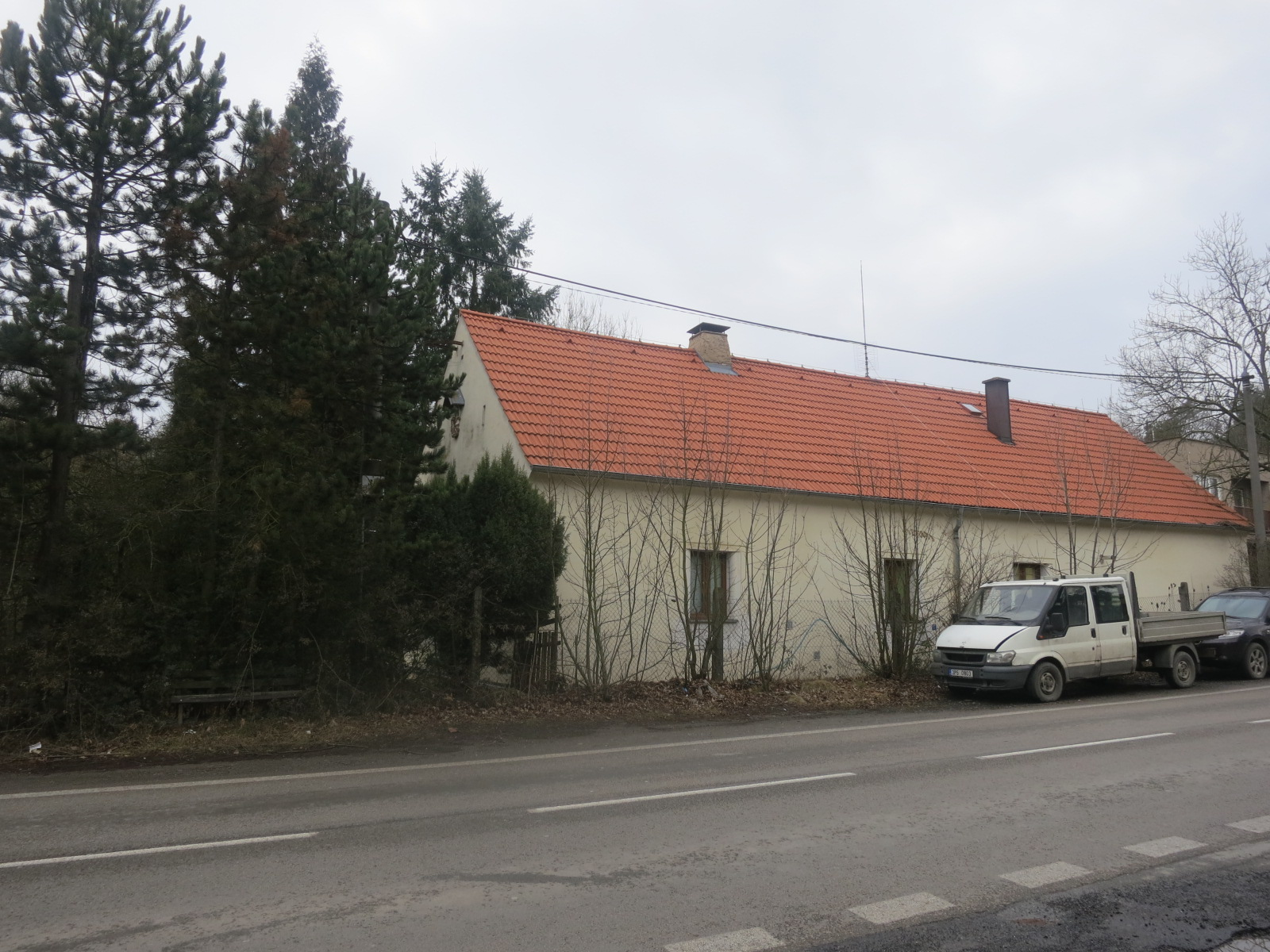
Bývalá hájovna
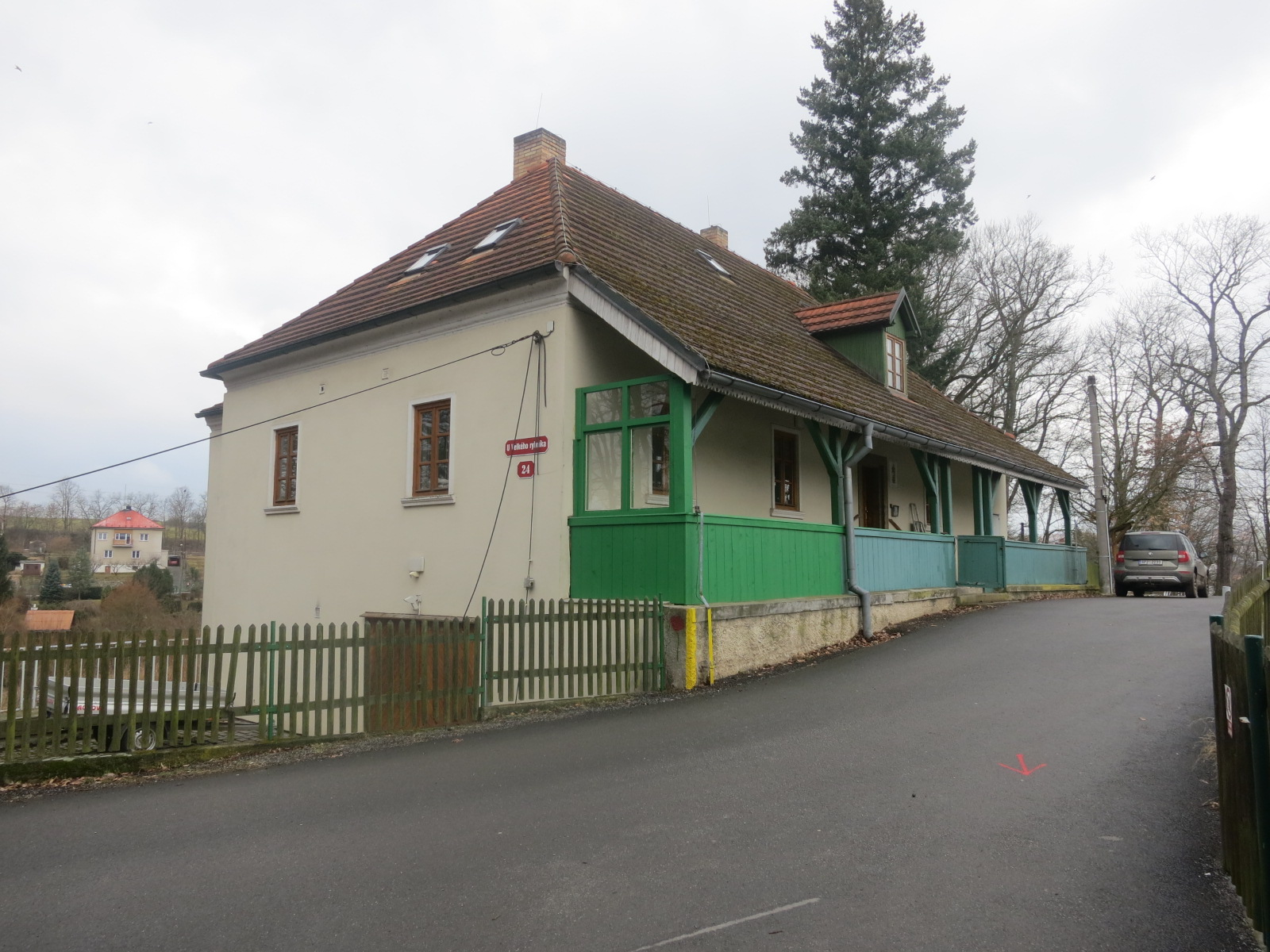
Bývalá rybárna
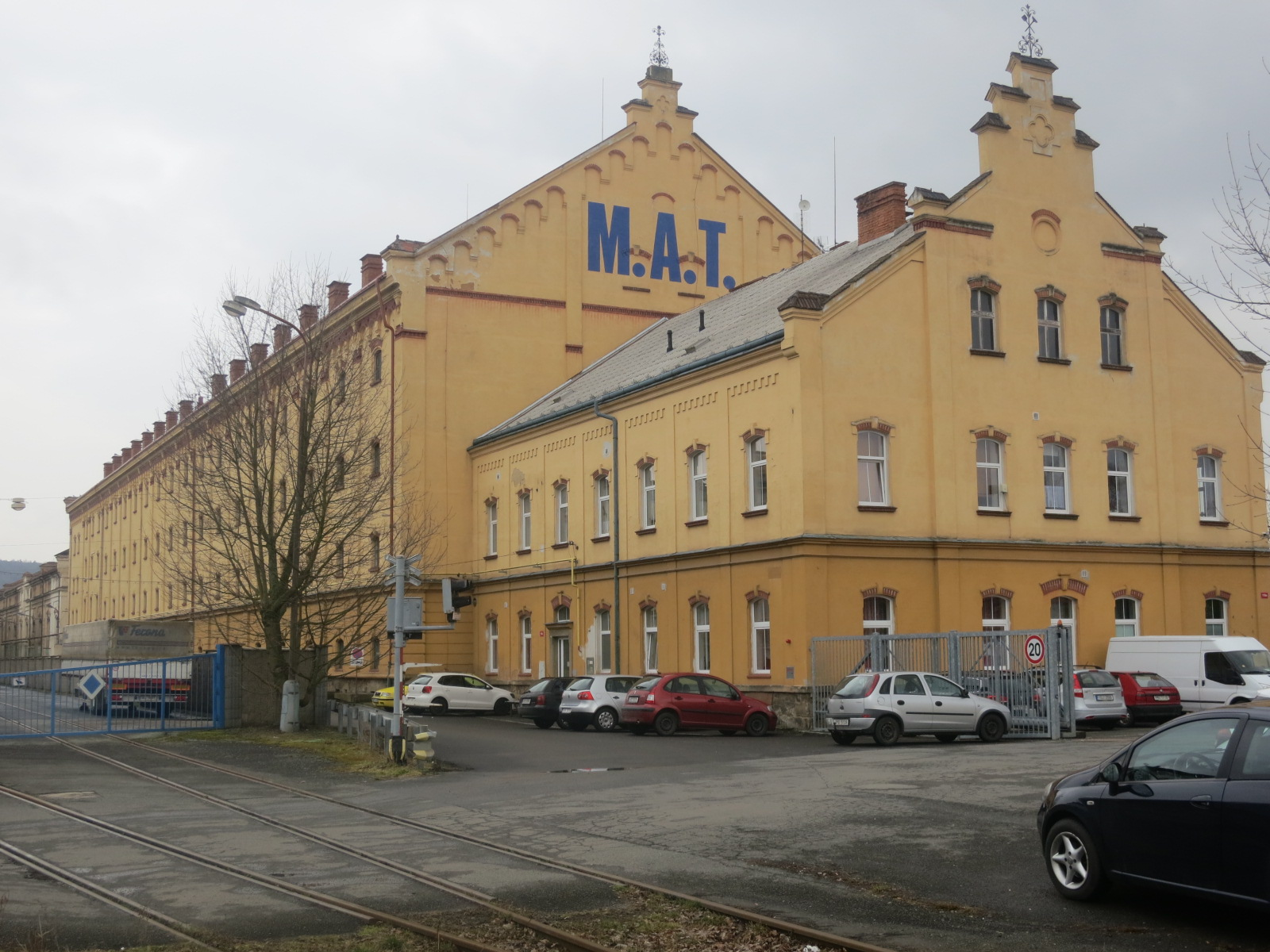
Budova bývalého pivovaru Prior